# 塔库斯蝙蝠鱼属
塔库斯蝙蝠鱼属（学名：Tarkus）是一类已灭绝的硬骨鱼，属于鮟鱇目，其化石发现于著名的蒙特波卡化石库。

## 发现与年代确定
塔库斯蝙蝠鱼属生活在早始新世（上伊普雷斯期）特提斯洋（地中海前身）的热带泻湖中，年代大约为49至48.5百万年前。保存完好的塔库斯蝙蝠鱼属标本发现于蒙特波卡化石库上层名为“Pesciara”的地区，它是蒙特波卡化石库中最著名的标本之一。

## 描述
塔库斯蝙蝠鱼属的身体呈扁平圆盘状，尾柄厚实而坚固。额骨正中央有着一个凹槽，用于容纳由前背鳍演化而成的发光钓竿；牙齿分布于下颌和上颚，腭骨呈三叶状，并带有较小的凹陷。塔库斯蝙蝠鱼属的体表覆盖着略微重叠的厚实鳞片，它的另一个特征是胸鳍的末端部分非常宽，这在棘茄鱼科的其他成员中都从未发现过。
塔库斯蝙蝠鱼属的化石是科学家发现的第一具棘茄鱼科铰接式化石，同时也是棘茄鱼科目前已知的最古老成员，它与副棘茄鱼属和棘茄鱼属有很多相似之处，这表明棘茄鱼科的扁平身体早在始新世中期就演化完全，因此这个分支起源自始新世之前。

## 古生态学
斯奎尔塔库斯蝙蝠鱼生活在热带温暖水域的沿海区海底，以伏击的方式捕食各种小型鱼类。